# Liste der Wappen im Kyffhäuserkreis
Diese Liste zeigt die Wappen der Städte und Gemeinden sowie Wappen von ehemals selbstständigen Städten und Gemeinden und aufgelösten Landkreisen im Kyffhäuserkreis in Thüringen.

Wappen des Kyffhäuserkreises[1]
Der Kyffhäuserkreis in Thüringen
Der Kyffhäuserkreis in Deutschland

## Wappen der Städte und Gemeinden
Folgende Gemeinden führen kein Wappen:
- An der Schmücke
- Borxleben
- Etzleben
- Greußen
- Kalbsrieth
- Mönchpfiffel-Nikolausrieth
- Niederbösa
- Oberheldrungen

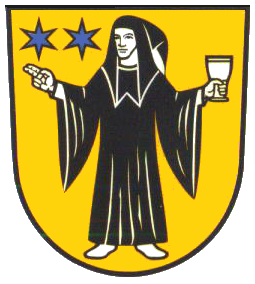
Gemeinde Abtsbessingen
Stadt und Landgemeinde Artern[3]
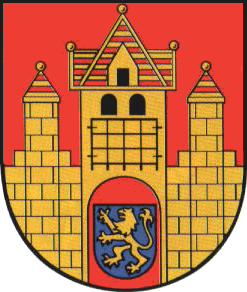
Stadt Bad Frankenhausen
Gemeinde Bellstedt
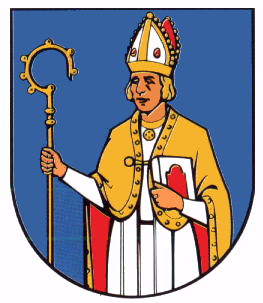
Stadt Clingen
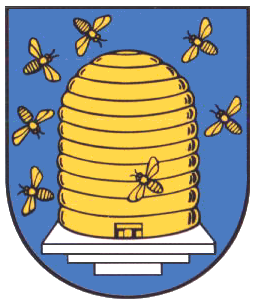
Stadt Ebeleben
Gemeinde Freienbessingen
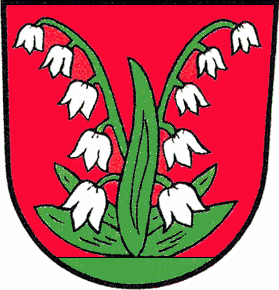
Gemeinde Gehofen
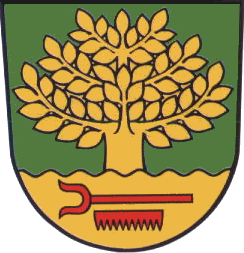
Gemeinde Helbedündorf
Gemeinde Holzsußra
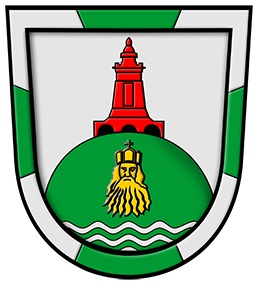
Gemeinde Kyffhäuserland
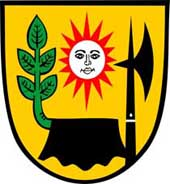
Gemeinde Oberbösa
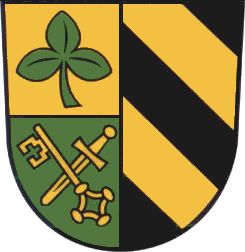
Gemeinde Reinsdorf
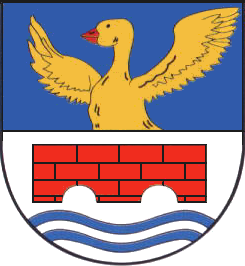
Gemeinde Rockstedt
Stadt und Landgemeinde Roßleben-Wiehe[10]
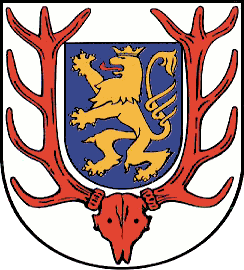
Kreisstadt Sondershausen
Gemeinde Topfstedt[12]
Gemeinde Trebra[13]
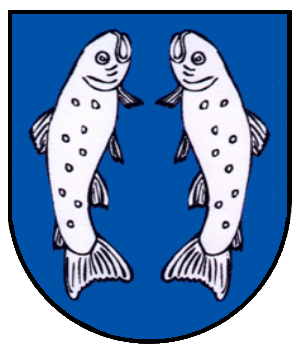
Gemeinde Wasserthaleben
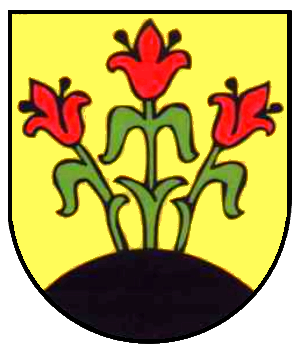
Gemeinde Westgreußen

## Wappen ehemaliger Städte und Gemeinden

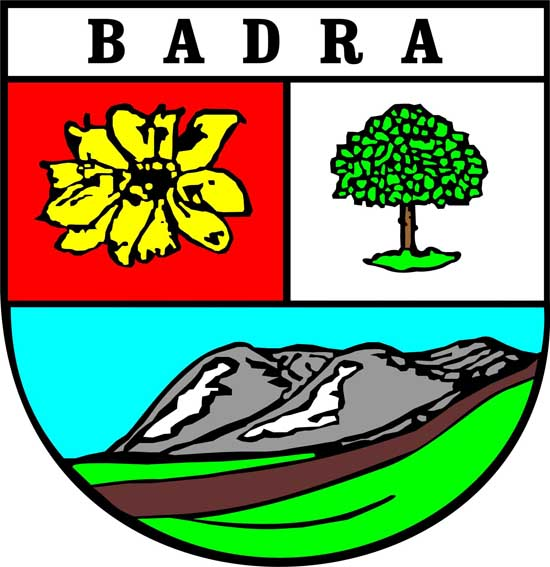
Gemeinde Kyffhäuserland Ortsteil Badra
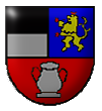
Gemeinde Kyffhäuserland Ortsteil Bendeleben
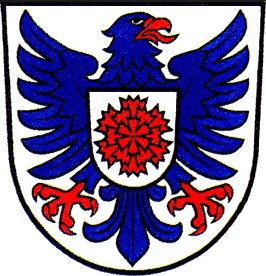
Stadt und Landgemeinde Roßleben-Wiehe Ortsteil Bottendorf
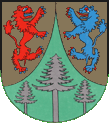
Stadt und Landgemeinde Roßleben-Wiehe Ortsteil Donndorf
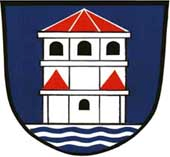
Gemeinde Kyffhäuserland Ortsteil Göllingen
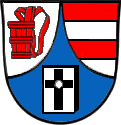
Stadt und Landgemeinde An der Schmücke Ortsteil Gorsleben
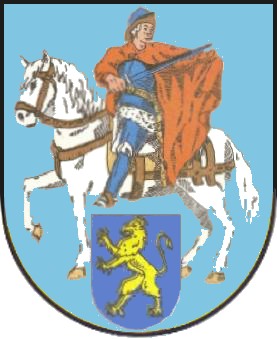
Stadt und Landgemeinde Greußen Ortsteil Greußen
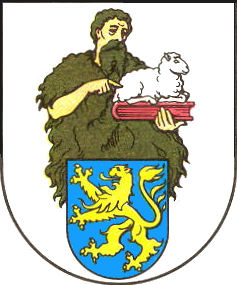
Stadt und Landgemeinde Greußen Ortsteil Großenehrich
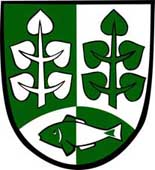
Gemeinde Kyffhäuserland Ortsteil Günserode
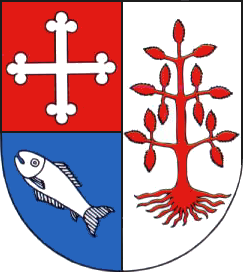
Gemeinde Kyffhäuserland Ortsteil Hachelbich
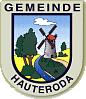
Stadt und Landgemeinde An der Schmücke Ortsteil Hauteroda
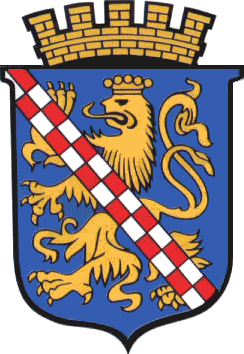
Stadt und Landgemeinde An der Schmücke Ortsteil Heldrungen
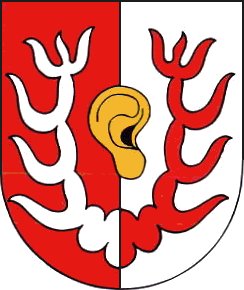
Stadt und Landgemeinde Greußen Ortsteil Niederspier
Stadt und Landgemeinde An der Schmücke Ortsteil Oldisleben
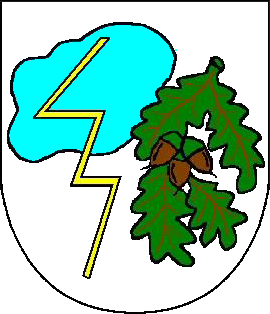
Stadt und Landgemeinde Greußen Ortsteil Rohnstedt
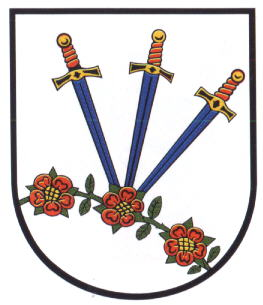
Stadt und Landgemeinde Roßleben-Wiehe Ortsteil Roßleben
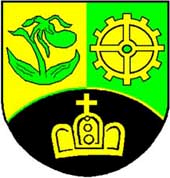
Gemeinde Kyffhäuserland Ortsteil Rottleben
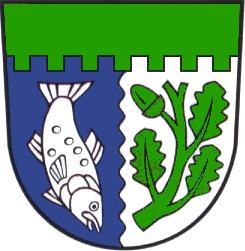
Gemeinde Kyffhäuserland Ortsteil Seega
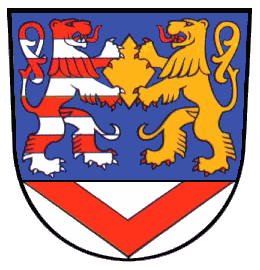
Gemeinde Kyffhäuserland Ortsteil Steinthaleben
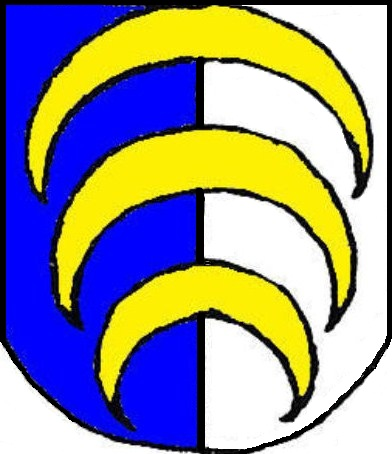
Stadt Sondershausen Ortsteil Stockhausen
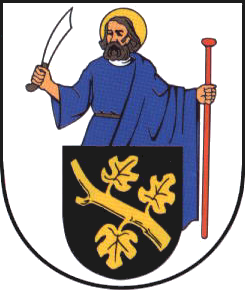
Stadt und Landgemeinde Roßleben-Wiehe Ortsteil Wiehe

## Blasonierungen
1. ↑  Landkreiswappen „In Blau ein aufgerichteter goldener, rot bewehrter und gezungerter Löwe, der sich auf einen Schild stützt, auf einem grünen, oben silbern eingefassten Dreiberg. Der Schild ist geviert; Feld 1 und 4 sind fünfmal von Rot und Silber geteilt, Feld 2 und 3 zeigen in Silber sechs rote Wecken in zwei Reihen. Der Dreiberg ist mit einer silbernen Wellenleiste und einem silbernen Wellenfaden belegt.“ Neues Thüringer Wappenbuch Band 2 Seite 21; Herausgeber: Arbeitsgemeinschaft Thüringen e. V. 1998 ISBN 3-9804487-2-X
2. ↑  Abtsbessingen: „In Gold ein Abt mit schwarzer Kutte, die Rechte mit zwei ausgestreckten Fingern segnend erhoben und in der Linken einen silbernen Kelch haltend, begleitet oben von zwei blauen Sternen.“
3. ↑  Artern: „In Blau zwei senkrecht stehende, nach außen gebogene silberne Radfelgenstücke.“
4. ↑  Bad Frankenhausen: „In Rot eine goldene Burg mit breitem Torturm und zwei kleinen Mauertürmen, die goldbeknauften Dächer gold-rot quergestreift; der Hauptturm mit offenem Tor und über dem Torbogen ein hochgezogenes Fallgatter; in der Toröffnung schwebend ein blauer Schild mit goldenem Löwen.“
5. ↑  Clingen: „In Blau ein wachsender Bischof im Ornat. in der Rechten den Krummstab, in der Linken ein Buch haltend.“
6. ↑  Ebeleben: „In Blau ein goldener Bienenkorb mit silbernem Bodenbrett und sieben goldenen Bienen.“
7. ↑  Helbedündorf: „In Grün über goldenem Wellenschildfuß, darin über einem roten Roßkamm eine rote liegende Streugabel, eine goldene wachsende Buche.“
8. ↑  Reinsdorf: „Gespalten und vorne geteilt; oben in Gold ein dreiblättriges grünes Kleeblatt, unten in Grün ein goldener Schlüssel und ein goldenes Schwert schräggekreuzt; hinten in Schwarz zwei Schrägrechtsbalken.“
9. ↑  Rockstedt: „Geteilt; oben in Blau eine wachsende, rot bewehrte, goldene Gans mit ausgebreiteten Flügeln; unten in Silber über zwei blauen Wellen eine rote, gefugte Brücke.“
10. ↑  Roßleben-Wiehe: „Halb gespalten und mit einem von Blau über Silber (2:1) geteilten Wellenbalken belegt. Oben rechts in Gold schräggekreuzte schwarze Schlägel und Eisen, links in Silber zwei rote Flachsturzsparren und unten in Schwarz einen schrägrechts liegenden goldenen Zweig, daran oben zwei goldene Blätter und unten ein goldenes Blatt.“
11. ↑  Sondershausen: „In Silber ein zwölfendiges rotes Hirschgeweih, zwischen den Stangen ein blauer Schild, darin ein nach rechts steigender goldener gekrönter, rot gezungter und bewehrter Löwe.“
12. ↑  Topfstedt: „Geteilt von Rot und Silber; belegt mit je einer querliegenden Wolfsangel in verwechselten Tinkturen.“
13. ↑  Trebra: „In Schwarz zwei schrägrechte goldene Balken.“
14. ↑  Westgreußen: „In Gold auf braunem Hügel drei stilisierte silberne Lilien mit grünen Stengeln und Blättern.“
15. ↑  Bottendorf: „In Silber ein linksgewendeter, rotbewehrter blauer Adler, belegt mit einem silbernen Herzschild, darin eine rote Nelke.“
16. ↑  Greußen: „In Blau ein gerüsteter Ritter auf goldgezäumtem silbernem Ross, mit silbernem Schwert seinen roten Umhang teilend, unten von einem kleinen blauen Schild mit einem gekrönten goldenen Löwen begleitet.“
17. ↑  Großenehrich: „In Silber ein in Felle gekleideter bärtiger Mann, auf dem linken Arm ein rotes Buch, auf dem ein silbernes Lamm ruht, mit der Rechten auf das Lamm zeigend; zu seinen Füßen ein kleiner blauer Schild, darin ein goldener Löwe.“
18. ↑  Hachelbich: „Gespalten und vorne geteilt; oben in Rot ein silbernes Kleeblattkreuz, hinten in Silber eine bewurzelte rote Buche, unten in Blau ein schrägrechter silberner Fisch.“
19. ↑  Hauteroda: „Durch Wellenschnitt von Gold über Blau geteilt, belegt mit einem von Gold und Schwarz geständerten Herzschild; oben drei grüne Laubbäume; unten zwei goldene gekreuzte Beile.“
20. ↑  Heldrungen: „In Blau ein doppelschwänziger gekrönter goldener Löwe, überdeckt von einem rot-silbern geschachten Schrägrechtsbalken.“
21. ↑  Niederspier: „Gespalten von Rot und Silber; belegt mit einem Hirschgeweih mit Grind in verwechselten Tinkturen, dazwischen ein schwebendes goldenes Ohr auf dem Spalt.“
22. ↑  Roßleben: „In Silber auf einer über dem rechten Unterrand des Schildes gespannten Rosenreihe mit grünen Blättern und drei roten Rosen mit goldenen Butzen drei schräglinks geneigte, auf der mittleren Rose spitz zusammengesetzte blaue Schwerter mit goldenen Griffen, die mit rotem Band umwickelt sind.“
23. ↑  Seega: „Im Wellenschnitt bespalten von Blau und Silber mit grünem Schildhaupt im Zinnenschnitt; vorn ein silberner gestürzter Fisch, hinten ein grüner Eichenzweig mit drei Blättern und einer Eichel.“
24. ↑  Steinthaleben: „Über silbernem Schildfuß, darin ein roter Sparren, in Blau rechts ein linkssehender neunmal von Rot und Silber geteilter Löwe und links ein rechtssehender rotgezungter und rotbewehrter goldener Löwe, beide eine goldene Raute haltend.“
25. ↑  Wiehe: „In Silber ein nimbierter Heiliger im blauen Mantel, in der Rechten ein erhobenes silbernes Messer. in der Linken einen Stab haltend; zu seinen Füßen ein schwarzer Schild, darin ein schrägrechts gestellter goldener Ast mit drei goldenen Ahornblättern.“